# Pedro Minio
Pedro Minio es una obra de teatro en dos actos, escrita por Benito Pérez Galdós y estrenada en el Teatro Lara de Madrid, el 15 de diciembre de 1908.

## Argumento
Pedro Minio ha sido siempre un hombre dichoso, vividor y seductor, que en la vejez acaba internado en el asilo La Indulgencia, regentado por religiosas. Allí conoce y se enamora de la madura Ladislada y encuentra un último aliento de felicidad en un lugar libre y confortable. Viene a perturbarle la posibilidad ofrecida por su pariente Abelardo de gestionar un nuevo asilo que pretende fundar. Pedro acaba rechazando esa posibilidad al conocer las características del nuevo centro: un lugar sórdido y con ausencia de libertad. Pedro permanece en La Indulgencia, donde el propio Abelardo termina internándose.

## Estreno
- Elenco, 1908. Intérpretes: Pepe Rubio (Pedro Minio), Ricardo Simó Raso (Verdejo), Matilde Rodríguez (Ladislada), Matilde Moreno (Sor Bonifacia), Leocadia Alba.